# Mariana Bitang
Mariana Bitang (ur. 3 sierpnia 1962 w Rymniku) – rumuńska trenerka gimnastyki. 
Wraz z Octavianem Bellu prowadzi żeńską drużynę gimnastyki sportowej. Jej zawodniczki siedmiokrotnie zdobywały złote medale mistrzostw świata w latach 1994–2001, a także złote medale igrzysk olimpijskich w 2000 i 2004 roku. W 2006 roku zawiesiła karierę trenerską i została doradcą prezydenta Rumunii Traiana Băsescu. Do pracy trenerki wróciła w 2010 roku.

## Kariera
Mariana Bitang w latach 1981–1985 studiowała na Akademii Wychowania Fizycznego i Sportu. Po ukończeniu studiów w latach 1985–1992 pracowała jako trenerka i nauczycielka gimnastyki w Clubul Sportiv Deva. Od roku 1992 pracowała z żeńską kadrą Rumunii. Przygotowywała gimnastyczki do udziału w trzech igrzyskach olimpijskich, dziesięciu mistrzostwach świata, siedmiu mistrzostwach Europy, czterech Pucharach Świata i siedmiu mistrzostwach Europy juniorów.
W czasie jej pracy rumuńskie zawodniczki zdobyły w sumie 152 medale, w tym: 62 złote, 49 srebrnych i 41 brązowych.
- 19 medali olimpijskich (7 złotych, 5 srebrnych, 7 brązowych)
- 44 medale mistrzostw świata (18 złotych 15 srebrnych, 11 brązowych)
- 36 medali mistrzostw Europy (16 złotych, 15 srebrnych, 10 brązowych)
- 36 medali mistrzostw Europy juniorów (16 złotych, 15 srebrnych, 10 brązowych)
- 16 medali Pucharu Świata (6 złotych, 6 srebrnych, 4 brązowe)

W 2006 roku wraz z Oktavianem Bellu została mianowana doradcą odpowiedzialnym za promowanie sportu w Departamencie Stosunków z Organami Publicznymi i Społeczeństwem Obywatelskim. Rok później złożyła rezygnację w geście solidarności z zawieszonym przez parlament prezydentem Basescu. Wówczas zapowiedziała także, że w przyszłości nie będzie rozważać już propozycji politycznych.